# Station Groenendaal-Renbaan
Station Groenendaal-Renbaan was een spoorweghalte langs spoorlijn 161B (Y Groenendaal-Groenendaal-Renbaan) in de gemeente Hoeilaart. Het is het enige station aan deze spoorlijn en ligt naast de renbaan van Groenendaal in het Zoniënwoud.